# Phyxelida tanganensis
Phyxelida tanganensis is een spinnensoort uit de familie Phyxelididae. De soort komt voor in Tanzania.